# ComicBook.com
ComicBook.com（コミックブックドットコム）は、漫画、テレビ番組、映画、コンピュータゲーム、アニメなどの分野について扱ったニュースサイト。

## 背景
ComicBook.comは、コミック・ブックに関する販売リンクやプレスリリースを掲載するページとして始まった。このサイトは、2000年にファンダムに買収され、2001年に「Cinescape」という名前となった。その後、2004年までに、このサイトはComicBook.comに改名された。